# Pseudocalyptomena graueri
El eurilaimo de Grauer (Pseudocalyptomena graueri), también conocido como pico ancho verde africano, es una especie de ave paseriforme de la familia Eurylaimidae, y monotípico en el género Pseudocalyptomena. Su nombre común conmemora al zoólogo alemán Rudolf Grauer, quien recolectó especímenes de historia natural en el Congo Belga.

## Descripción
La especie es de color verde brillante con una garganta y cloaca azules, y un pequeño pico, muy diferente a las de los otros eurilaimos.

## Taxonomía
El barón Walter Rothschild, quien describió esta especie, lo consideró un papamoscas únicamente similar superficialmeente a los eurilaimos asiáticos del género Calyptomena, de ahí el prefijo pseudo o «falso» Calyptomena. Ahora parece que se trata de un eurilaimo real, uno de los pocos representantes africanos de una familia principalmente asiática.

## Hábitat y distribución
Habita en los bosques montanos húmedos tropicales, y es endémico de las montañas del rift Albertino de la República Democrática del Congo y Uganda. En Uganda, es un raro residente en altitudes de 2100 a 2200 metros en el Bosque Impenetrable de Bwindi.

## Estado de conservación
Esta especie es rara de encontrar, y está amenazada por la pérdida de su hábitat.